# Клер Белл
Клер Белл (англ. Clare Bell; нар. 19 червня 1952) — британська письменниця у жанрі фентезі.

## Біографія
Народилася 1952 року в місті Гітчін, Гартфордшир, Англія. 1957 року разом із сім'єю переїхала до США. Дитинство провела в Пало-Альто, де захопилася доісторичними ссавцями та любила оглядати малюнки Чарльза Найта у книжках про палеонтологію. Після закінчення Університету Каліфорнії у Санта-Крусі, використала здобуті там знання з біології та хімії, працюючи техніком у гідрологічних та геологічних галузях у Геологічній службі США. Потрапивши під програму «жінки в інженерії», Белл розпочала навчання в Університеті Каліфорнії у Девісі, а згодом долучилася до IBM на посаді електротехніка.
Під впливом роману «Сіріус: Фантазія про любов і розбрат» Олафа Стейплдона, якого читала з дитячих років, Белл почала роботу над романом «Становлення Ратхи» (1983), першої частини книжкової серії «Ратха». Роман приніс письменниці Премію Міжнародної читацької асоціації дитячої книги та Літературну премію «ПЕН» США. Наприкінці 1980-х на основі книжки вийшов однойменний епізод американського анімованого серіалу «CBS Storybreak».
Покинувши роботу в IBM, 1990 року повністю присвятила себе письменницькій діяльності. Зацікавившись електроавтомобілями, перетворила свій Volkswagen Beetle в електромобіль. У 1992—1999 роках стала редакторкою інформаційного бюлетеня Американської асоціації електромобілів. Крім того, брала участь у перегонах на електромобілях. До 2003 року працювала на CALSTART.
Разом із чоловіком мешкає у місті Паттерсон, Каліфорнія, де власноруч побудувала сонячну, вітряну та гідроелектричні системи.

## Творчість
Насамперед відома як авторка книжкової серії «Ратха», або «Книжки про тих, хто має Ім'я», до якої увійшли підліткові романи-фентезі про доісторичних диких кішок, схожих на пуму, гепарда та левиць, та змальованих на основі скам'янілих решток тварин, предками яких є тигр шаблезубий. Перша книга серії — «Становлення Ратхи» — з'явилася 1983 року, друга ж частина вийшла 1984 року і мала назву «Основа клану». Серед інших романів серії: «Ратха та Тістл-чейзер» (1990), «Виклик Ратхи» (1991) та «Сміливість Ратхи». Крім того, на своїй сторінці Твіттер Белл частинами опублікувала новелу «Острів Ратхи» (14 березня 2009 — 9 травня 2009).
Серед інших її творів, де головними персонажами виступають представники родини котячих: «Сфінкс завтрашнього дня» (про гепардів у Єгипті різних часів) та «Принцеса-ягуар» (про жінку-ацтека, яка перевтілюється в ягуара). Белл також пише про польоти, зокрема в романі «Люди неба» розповідається про індіанців пуебло, які летять з Землі на іншу планету та вчаться літати на інопланетянах, що мають крила. Крім того, письменниця публікує свої оповідання у складі фентезійної серії «Чаклунський світ» та «Котофантастичний» (проєкти американської письменниці Андре Нортон). У 1992—1994 роках виходила книжкова серія «Стародавнє Таїті» (під псевдонімом Клер Коулман та у співавторстві з М. Коулмен Істон).